# Novovasîlivka, Seredîna-Buda
Novovasîlivka (în ucraineană Нововасилівка) este o comună în raionul Seredîna-Buda, regiunea Sumî, Ucraina, formată numai din satul de reședință.

## Demografie
Componența lingvistică a comunei Novovasîlivka
     Rusă (95,65%)
     Ucraineană (2,72%)
Conform recensământului din 2001, majoritatea populației comunei Novovasîlivka era vorbitoare de rusă (95,65%), existând în minoritate și vorbitori de ucraineană (2,72%).